# Kestenovac (Vojnić)
 Kestenovac  falu Horvátországban, Károlyváros megyében. Közigazgatásilag Vojnićhoz tartozik.

## Fekvése
Károlyvárostól 32 km-re délkeletre, községközpontjától 13 km-re délnyugatra a Kordun területén fekszik.

## Története
1857-ben 242, 1910-ben 290 lakosa volt. Trianonig Modrus-Fiume vármegye Vojnići járásához tartozott. 2011-ben a falunak 2 lakosa volt.

## Lakosság
| Lakosság változása | Lakosság változása | Lakosság változása | Lakosság változása | Lakosság változása | Lakosság változása | Lakosság változása | Lakosság változása | Lakosság változása | Lakosság változása | Lakosság változása | Lakosság változása | Lakosság változása | Lakosság változása | Lakosság változása | Lakosság változása |
| ------------------ | ------------------ | ------------------ | ------------------ | ------------------ | ------------------ | ------------------ | ------------------ | ------------------ | ------------------ | ------------------ | ------------------ | ------------------ | ------------------ | ------------------ | ------------------ |
| 1857               | 1869               | 1880               | 1890               | 1900               | 1910               | 1921               | 1931               | 1948               | 1953               | 1961               | 1971               | 1981               | 1991               | 2001               | 2011               |
| 242                | 257                | 259                | 249                | 287                | 290                | 253                | 276                | 237                | 239                | 186                | 156                | 105                | 79                 | 22                 | 2                  |

## Nevezetességei
Otmić középkori várának romja a falu közelében, az Otmići erdőben, egy kiemelkedő helyen található. A várat a 16. században építette a Klokoč nembeli Otmić család és Bišće 1592-es elestéig birtokukban volt. Ezután török fennhatóság alá került, azóta elhagyatott. A kör alaprajzú erődítmények közé tartozik, központi védőtoronnyal, külső védőfallal és várárokkal. A várból a hengeres torony egy része maradt fenn.